# Дзуккеро
Дзуккеро також як Зуккеро або Цуккер (італ. Zucchero - Цукор, приємна людина; справжнє ім'я Адельма Форначарі, італ. Adelmo Fornaciari; 25 вересня 1955, Реджо-Емілія) — італійський співак, автор пісень.

## Біографія
Адельмо Форначарі народився в Реджо-Емілії. Більшу частину свого дитинства провів в приморському місті Форте-дей-Мармі. Дитиною він з батьками переїхав до Тоскани, почав вчитися грати на органі в місцевій церкві. Своє прізвисько Дзуккеро («Цукор») отримав від шкільної вчительки.
Його музична кар'єра почалася у 1970 з декількох невибагливих груп, таких як I ducali, Le nuove luci, Sugar & Daniel, Sugar & Candies і нарешті з групою під назвою Taxi, з якою він виграв фестиваль музики Castrocaro у 1981. Він зробив свою першу появу на відомому фестивалі Сан-Ремо роком пізніше з піснями «Una notte che vola via» і у 1983 з «Nuvola» на Фестивалі dei Fiori. Його перший альбом «Un po'di Zucchero» вийшов в тому ж році, мав помірний успіх.
У 1984 Дзуккеро тимчасово переїжджає до Каліфорнії, де він співпрацював з італійським продюсером Коррадо Рустичі. Результатом цих сесій з участю музикантів з групи басиста Ренді Джексона, був альбом у 1985 році «Zucchero & The Randy Jackson Band», сингл із якого «Donne» став хітом у Італії.
У березні 1986 Дзуккеро приїжджає до Москви і бере участь в концерті «Квіти і пісні Сан-Ремо в Москві». За матеріалами концерту Zucchero в Кремлі у 1991 році вийшов «живий» альбом Дзуккеро «Live In Moscow».

## Дискографія
- Un po' di Zucchero (1983)
- Zucchero and the Randy Jackson Band (1985)
- Rispetto (1986)
- Blue's (1987)
- Snack Bar Budapest (1988, movie soundtrack)
- Oro incenso e birra (1989)
- Zucchero sings his hits in English (1990)
- Zucchero (1991)
- Zucchero Live at the Kremlin (1991)
- Miserere (1992)
- Diamante (1994)
- Spirito DiVino (1995)
- The best of Zucchero Sugar Fornaciari's greatest hits (1997)
- Bluesugar (1998)
- Overdose d'amore the ballads (1999)
- Bluesugar & Whitechristmas (1999)
- Shake (2001)
- Zu & Co. (2004)
- Zu & Co live at the Royal Albert Hall — May 6, 2004 (2004)
- Zucchero & Co — American edition (2005) #84 US
- Zu & Co ultimate duets collection (2 CDs + DVD, 2005)
- Fly (2006)
- All the Best (2007)
- Live in Italy (2 CDs + 2 DVDs, 2008)
- Live in Italy (1 CD + 1 DVD, US edition 2009)